# أنغة
أنغة هي قرية في مقاطعة طالقان، إيران. يقدر عدد سكانها بـ 51 نسمة بحسب إحصاء 2016.